# Burgas-Alexandroupolis-Ölpipeline

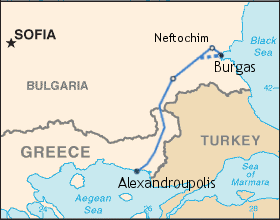
Mögliche Route der Ölpipeline Burgas-Alexandroupolis

Die Burgas-Alexandroupolis-Ölpipeline war ein Pipeline-Projekt die den bulgarischen Schwarzmeer-Hafen Burgas mit dem griechischen Hafen Alexandroupoli an der Ägäis verbinden sollte. Der Ausstieg Bulgariens im Jahre 2011 verursachte das Scheitern des Projekts.
Sie würde dem Transport von Öl aus Russland, Kasachstan und den Kaukasusrepubliken dienen. Mit ihr könnte der Öltransport durch die Meerengen in der Türkei, den Bosporus und die Dardanellen vermieden werden. Zum einen ist der Seeweg durch die türkischen Meerengen bereits ausgelastet. Es könnten sich für Tanker kostspielige Wartezeiten ergeben. Zum anderen ist die Durchfahrt durch die Meerengen, insbesondere durch den Bosporus in der Millionenstadt Istanbul, der zum Teil nur wenige Hundert Meter breit ist, riskant. Verunglückt ein Tanker, könnten große Schäden verursacht werden.
Als in Verbindung mit dem Russischer Überfall auf die Ukraine 2022 Sanktionen gegen den Export russisches Erdöls verhängt wurden, reaktivierten bulgarische Politiker die Pipeline Burgas-Alexandroupolis jedoch in umgekehrter Richtung, so dass sie die Versorgungssicherheit der Ölraffinerie Neftochim bei Burgas sicherstellen sollte.

## Bauplanung und technische Merkmale
Der Bau der rund 262 km langen Pipeline mit einem Durchmesser von 1000 mm (42 inch) sollte ursprünglich 2008 beginnen und 2011 abgeschlossen werden. Spätere Zeitpläne sahen einen Baubeginn 2011 und eine Inbetriebnahme ab 2014 vor.
Ihre Kapazität sollte anfänglich 35 Millionen Tonnen Rohöl pro Jahr betragen. Im Endausbau sollte die Pipeline bis zu 50 Millionen Tonnen Rohöl transportieren.
Das Projekt umfasste den Ausbau des Ölhafens Burgas, damit Öltanker mit einer Kapazität bis 150.000 Tonnen in Burgas anlegen können. Als Alternative in Burgas für die Entladung der Tanker sowie als einzige Variante in Alexandroupoli für die Beladung der Tanker (in Alexandroupoli in einer Größe bis zu 320.000 Tonnen) wurden Ladebojen (Single buoy moorings, SBM) geplant, die die Tankerabfertigung im Abstand von ca. 10–12 km von der Küste vorsahen.

## Eigentümer der Pipelinegesellschaft
Die Mehrheit an der Transbalkan Oil Pipeline Company halten mit 51 % die russischen Staatsfirmen Rosneft, Transneft und Gazprom Neft.
Bulgarischen und griechischen Unternehmen gehören jeweils 24,5 %. Auf griechischer Seite war dies das Joint Venture Greece Bapline consortium, an dem Hellenic Petroleum, die Latsis group, Petroleum Gas und der griechische Staat (1 %) Anteile besaßen. Auf bulgarischer Seite war es die „Project company Burgas - Alexandroupolis BG“, an der die Staatsfirmen Bulgargas und „Technoexportstroj“ EAD jeweils zur Hälfte beteiligt waren.
Die Pipelinegesellschaft ist in den Niederlanden als ein Offshore-Unternehmen registriert worden.

## Andere Ölpipelines im Raum Schwarzes Meer/Türkei
Für den Transport von Erdöl aus dem kaspischen Raum nach Westen steht bereits heute die BTC-Pipeline Baku-Tiflis-Ceyhan zur Verfügung. Sie führt von Aserbaidschan durch Georgien an die Südküste der Türkei nach Ceyhan.

## Proteste und Projektende
Seit 2008 regte sich besonders in den bulgarischen Schwarzmeergemeinden Burgas, Pomorie und Sosopol der Widerstand gegen die Ölpipeline. Auch lokale und nationale Politiker griffen das Projekt auf. Die undurchsichtige Politik der Regierung unter Sergei Stanischew und Putin sowie innenpolitische Kämpfe im Vorfeld der Parlamentswahlen im Jahre 2009 führten zu den ersten Bürgerbegehren in der Geschichte der Republik Bulgarien und Protesten von Umweltschützern. Die Problemfragen sind dabei, wie und wo das Öl in der Bucht von Burgas von den Tankern zur Pipeline gelangt und wie die Ölpipeline das größte Schutzgebiet Bulgariens – der Naturpark Strandscha und die geschützte Seelandschaft Burgasseen passiert.
Mitte Dezember 2011 erklärte die Regierung Bulgariens den Ausstieg aus dem Projekt.